# Tony Corinda
Tony Corinda, pseudonimo di Thomas William Simpson (Londra, 17 maggio 1930 – Norfolk, 1º luglio 2010), è stato un illusionista britannico.
È considerato, insieme a Theodore Annemann, uno dei principali esponenti del mentalismo, soprattutto grazie alla sua opera "13 gradini al mentalismo", ritenuta oggi uno dei testi fondamentali in materia.

## Biografia
I dettagli sulla sua vita sono pochi e frammentati. Perfino il suo stesso luogo di nascita è incerto, ma si suppone sia nato il 17 maggio del 1930 a Londra dove iniziò anche la sua carriera da illusionista utilizzando lo pseudonimo di Tony Corinda (Una storpiatura del cognome "Conradi").
Nel 1950 aprì un negozio di magia a Londra, vendendo principalmente strumenti per amatori. L'attività acquisì molta notorietà nel quartiere per via della singolare passione di Corinda del collezionare ostriche e piovre che esponeva con entusiasmo agli occhi dei passanti.
Tra 1956 e il 1958, si dedica alla stesura di tredici libri interamente dedicati al mentalismo, ognuno dei quali concentrato su un aspetto specifico di questa disciplina, mostrando anche esempi pratici. Ogni libro venne inizialmente pubblicato singolarmente per poi essere raccolti in un unico volume intitolato "13 gradini al mentalismo" (in inglese: Thirteen Steps to Mentalism) da parte di Harry Clarke, un noto editore dell'epoca specializzato proprio in libri di magia.
La sua opera è ritenuta di fondamentale importanza da numerosi illusionisti moderni, tra i quali figurano: Derren Brown, Larry Becker, Richard Osterlind e Banachek.
Trascorse gli ultimi giorni della sua vita a Norfolk, dove morì il 1 luglio 2010.